# PS/2 (konektor)

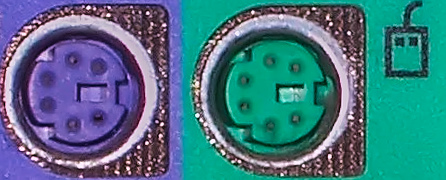
Konektory PS/2: vlevo klávesnice, vpravo myš.

Zapojení konektoru PS/2 Mini-DIN (samice):
(1) DATA,
(2) nezapojeno*,
(3) GND,
(4) +5V DC,
(5) CLOCK,
(6) nezapojeno*.
- U některých typů notebooků mohou vývody (2) a (6) sloužit jako DATA a CLOCK pro připojení druhého zařízení za pomocí speciální redukce, nebo přímo speciální myši.

Konektor PS/2 je označení šestikolíkových konektorů mini-DIN, jimiž se k počítači (zpravidla zezadu) připojuje klávesnice a polohovací zařízení (myš, trackball apod.) nebo jiné speciální periferie (např. čtečka čárových kódů). Konektor byl původně představen společností IBM v rámci řady počítačů IBM Personal System/2 neboli PS/2, odkud rovněž pochází dnes používaný název pro toto rozhraní. Postupem času se tento konektor stal de-facto standardem pro připojení klávesnice, kde nahradil starší elektricky kompatibilní konektor DIN, a polohovacích zařízení, kde soupeřil s jinými rozhraními (např. sériovým portem). V současné době je rozhraní PS/2 téměř vytlačeno univerzální sériovou sběrnicí USB.

## Technické parametry
Konektory pro připojení klávesnice a myši jsou mechanicky i elektricky kompatibilní, avšak každý z nich využívá mírně odlišný komunikační protokol. Protože nejsou navzájem mechanicky odlišeny (klíčovány) je možné zapojit tato zařízení obráceně, což sice nezpůsobí poškození žádného z nich, ale takto zapojené periferie nebudou fungovat. Aby se takovým omylům předešlo byly konektory (zdířky i zástrčky) v rámci standardu PC-97 barevně odlišeny: modrofialová barva byla přiřazena konektoru a zástrčce pro klávesnici, zelená barva přísluší polohovacím zařízením. U některých základních desek lze najít jeden fialovozelený konektor určený pro připojení redukce, která disponuje již samostatnými konektory pro myš a klávesnici. Toto řešení bylo používáno z prostorových důvodů a to zejména u přenosných systémů (před nástupem rozhraní USB).
PS/2 zařízení pro výpočty polohy a předávání informací systému využívá svůj vlastní obvod, který sám provádí výpočty a předává již pouze kompletní data, díky tomu jsou PS/2 zařízení "výkonnější" a tolik nezatěžují CPU než například USB. Také nemá problém s BIOSem, protože je ovladač jednočipu (takzvaný multi I/O) pro obsluhu FDD, dvou sériových portů, jednoho LPT portu a právě zde zmíněné PS/2 integrován přímo v BIOSu počítače. Některé super I/O obvody mají integrované i další součásti jako je infra port, obsluhu usínání PC (šetřící režimy na úrovni BIOS) nebo kontrolu otáček větráčku na základní desce. Kombinací těchto možností a množstvím výrobců vzniká nepřehledná změť multi I/O obvodů, které ale mají jedno společné, mají podporu v BIOSu a mají tedy standardní rozhraní pro komunikaci s operačním systémem počítače.

## Současný stav
Vzhledem k tomu, že jde dnes (v roce 2020) již o zastaralé rozhraní, stejně jako většina výše zmíněných, lze se s ním setkat spíše u starších počítačů nebo u hardware pro speciální použití. Nové základní desky v noteboocích již obvykle disponují obvodem multi I/O bez podpory PS/2 a dalších rozhraní, protože jejich konektory uvolnily místo konektorům pro USB. Avšak stále bývá součástí zadních konektorů základní desky (kvůli kompatibilitě, když speciální typ klávesnice bez ovladačů nebude fungovat, stačí připojit PS/2 klávesnici).
Například základní deska od výrobce Intel DH67CL neobsahuje žádný jiný rozšiřující port kromě 14× USB 2.0 a dvou USB 3.0 a multi I/O obvod se stará pouze o šetřící režimy a případný infraport. Jiné základní desky stále obsahují rozhraní PS/2, které však není vyvedeno na zadní stranu počítače, a je nutné použít vnitřní konektor a do počítačového slotu umístit speciální záslepku opatřenou PS/2 konektory. PS/2 konektory jsou stále často dostupné na deskách určených pro průmyslové a jiné speciální použití.